# Boimstorf
Boimstorf ist ein Ortsteil der Stadt Königslutter am Elm, im Landkreis Helmstedt in Niedersachsen.

## Geographie und Verkehrsanbindung
Boimstorf liegt im Osten von Niedersachsen, wenige hundert Meter südlich der Bundesautobahn 2, ohne jedoch über eine Anschlussstelle zu verfügen. Die nächste Anschlussstelle ist Königslutter in rund vier Kilometer Entfernung. Durch Boimstorf führt die Kreisstraße 6, die in nordöstlicher Richtung nach Glentorf und in südwestlicher Richtung nach Rotenkamp führt. Eine Buslinie führt bis nach Königslutter und Neindorf.

## Geschichte
Die erste bekannte Erwähnung von Boimstorf datiert auf das Jahr 1325. Das Dorf hatte ursprünglich die Form eines Rundlings.
Von 1807 bis 1813, in der Franzosenzeit, gehörte Boimstorf zum Kanton Königslutter im Distrikt Helmstedt, im Departement der Oker des Königreiches Westphalen. Seit der Gründung des Landkreises Helmstedt am 1. Januar 1833 gehört Boimstorf dazu.
1898 erfolgte im Stil der Neuromanik der Bau der Christuskirche, die eine Vorgängerkapelle ersetzte. 1902 bekam Boimstorf durch die Bahnstrecke Schandelah–Oebisfelde einen Eisenbahnanschluss. Der Bahnhof Boimstorf-Rotenkamp befand sich in Rotenkamp, am Ortsausgang in Richtung Boimstorf.
Infolge der Flucht und Vertreibung Deutscher aus Mittel- und Osteuropa von 1945–1950 hatte sich die Einwohnerzahl von Boimstorf von 250 (1939) auf 498 (1950) erhöht, davon waren 1950 207 Heimatvertriebene. In den 1950er Jahren wurde Boimstorf an das Trinkwassernetz angeschlossen.
Seit dem 1. März 1974 gehört Boimstorf zur Stadt Königslutter am Elm. 1975 wurde der Bahnhof Boimstorf-Rotenkamp an der Bahnstrecke Schandelah–Oebisfelde für den Personenverkehr geschlossen, 1987 wurde die Strecke auch für den Güterverkehr stillgelegt.

### Einwohnerentwicklung
| Jahr      | 1821 | 1849 | 1871 | 1905 | 1910 | 1925 | 1939 | 1950 | 1956 | 2011 | 2021 |
| --------- | ---- | ---- | ---- | ---- | ---- | ---- | ---- | ---- | ---- | ---- | ---- |
| Einwohner | 163  | 181  | 223  | 275  | 296  | 319  | 250  | 498  | 412  | 342  | 385  |

## Politik

### Ortsrat
Am 11. September 2016 fanden in Boimstorf Kommunalwahlen statt. Gemeinsam mit Rotenkamp wählte Boimstorf einen Ortsrat. Angetreten waren Vertreter der Freien Liste Rotenkamp (FL) und der Freien Liste Boimstorf (FLB). Bei den Wahlen zuvor wählten die beiden Ortsteile noch jeweils eigene Ortsräte.
| Parteien und Wählergemeinschaften | Parteien und Wählergemeinschaften | % 2016  | Sitze 2016 | % 2011  | Sitze 2011 |
| FL                                | Freie Liste Rotenkamp             | 51,20   | 4          |         | 5          |
| FLB                               | Freie Liste Boimstorf             | 48,79   | 3          |         |            |
| gesamt                            | gesamt                            | 100     | 7          | 100     | 5          |
| Wahlbeteiligung in %              | Wahlbeteiligung in %              | 72,63 % | 72,63 %    | 75,63 % | 75,63 %    |

## Infrastruktur

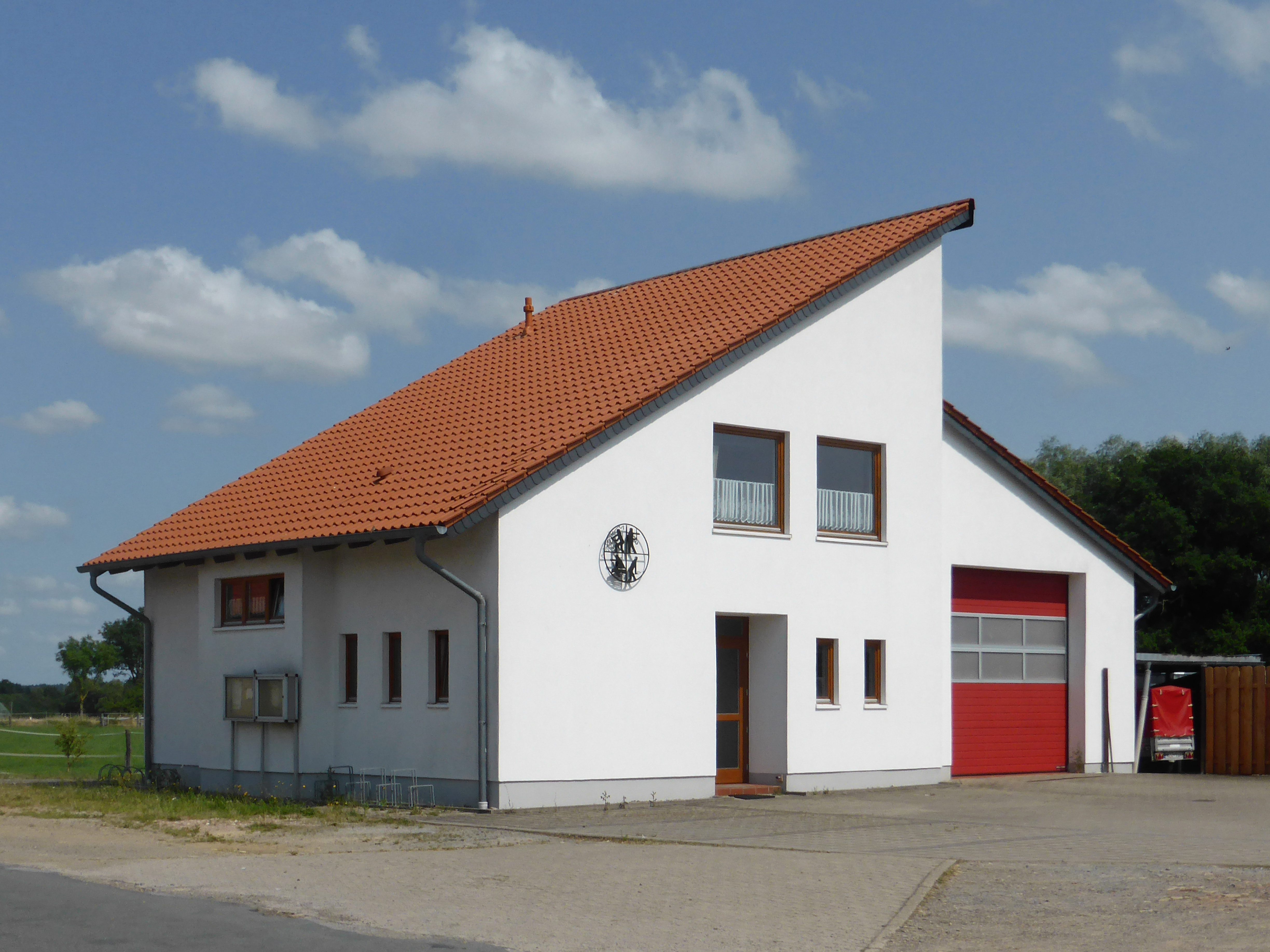
Feuerwehrhaus

Boimstorf verfügt über ein Feuerwehrhaus, als Dorfgemeinschaftshaus wurde der Saal der ehemaligen Gaststätte Zur Guten Quelle eingerichtet. Das Kriegerdenkmal erinnert an die Boimstorfer Opfer der beiden Weltkriege. Am Dorfteich steht ein Storchennest. Nördlich der Autobahn befinden sich der Friedhof mit einer Kapelle sowie der Sportplatz.
Die einzige Kirche Boimstorfs, die Christuskirche, gehört zur Propstei Königslutter der Evangelisch-lutherischen Landeskirche in Braunschweig. Katholiken in Boimstorf gehören zur Pfarrei St. Ludgeri in Helmstedt mit der nähergelegenen Filialkirche St. Mariä Himmelfahrt in Königslutter.
Das Oldtimer-Paradies Boimstorf wurde 2021 in einem ehemaligen Bauernhof aus der zweiten Hälfte des 19. Jahrhunderts eröffnet. Neben einer kleinen Ausstellung historischer Automobile und einem Café finden im Oldtimerparadies Veranstaltungen verschiedener Art wie Konzerte und Oldtimertreffen, aber auch private Veranstaltungen statt.
Die Schule, die Gemischtwaren- und Kohlenhandlung (v. Cyrson), die beiden Gaststätten Zur Guten Quelle und Gala-Stübchen, die Zweigstelle der Norddeutschen Landesbank und die Nebenstelle der Spar- und Darlehnskasse Glentorf eGmbH wurden geschlossen. Nach der Schließung der Poststelle II, die dem Hauptpostamt Braunschweig zugeordnet war, gehört Boimstorf postalisch zu Rotenkamp.
Vereinsleben findet in der Freiwilligen Feuerwehr, der Spielvereinigung Boimstorf e.V. von 1923, der Landwehrkameradschaft Boimstorf/Rotenkamp, der Ortsgruppe Boimstorf des Sozialverbandes Deutschland sowie der 1984 gegründeten Theatergruppe statt.